# Eudonia tetranesa
Eudonia tetranesa là một loài bướm đêm trong họ Crambidae.